# Toronto FC
Toronto FC er en canadisk fodboldklub fra byen Toronto i Ontario Klubben spiller i den professionelle nordamerikanske liga, Major League Soccer, og har hjemmebane på stadionet BMO Field. Klubben blev grundlagt i 2006 i forbindelse med en udvidelse af MLS, hvor den dengang rent amerikanske liga også valgte at inkludere et canadisk hold. Holdet har siden sin grundlæggelse spillet med i ligaen, men vandt først mesterskabet i 2017.

## Kendte spillere
| - Chad Barrett (2008–10) - Andrew Boyens (2007-2008) - Jim Brennan (2007–10) - Edson Buddle (2007) - Sam Cronin (2009-10) - Jeff Cunningham (2007–08) - Danny Dichio (2007–09) - Maurice Edu (2007–08) - Ali Gerba (2009–10) - Nick Garcia (2009–10) - Amado Guevara (2008–09) | - Tyrone Marshall (2007-08) - Mista (2010) - Rohan Ricketts (2008–09) - Laurent Robert (2008) - Carl Robinson (2007–10) - Carlos Ruiz (2008) - Collin Samuel (2007–08) - Adrian Serioux (2009–10) - Greg Sutton (2007–09) - Andy Welsh (2007) - Marvell Wynne (2007–10) |

## Danske spillere
- Ingen

## Trænere
Samtlige trænere i Houston Dynamo siden holdets stiftelse i 2006:
- Mo Johnston (2007)
- John Carver (2008-09)
- Chris Cummins (2009)
- Predrag Radosavljević (2010)
- Nick Dasovic (2010)
- Aron Winter (2011-2012)
- Paul Mariner (2012-2013)
- Ryan Nelsen (2013-2014)
- Greg Vanney (2014-)